# Arnica montana
L'Arnica (Arnica montana L.) è una 
pianta della famiglia delle Asteraceae, ghiandolosa, perenne, a fusto eretto e mediamente robusto, alta 20 – 60 cm, dai grandi capolini di colore giallo aranciato con caratteristici petali "spettinati" e dal gradevole odore aromatico.

## Etimologia
Il nome del genere (Arnica) potrebbe derivare da una alterazione del tardo-latino ptàrmica, a sua volta derivato dal greco ptarmikos (starnutatorio) con allusione alle proprietà starnutatorie connesse con l'odore della pianta. Altri autori però preferiscono partire dalla parola greca arnakis (pelle di agnello) facendo riferimento alla delicata tessitura delle sue foglie.

Il nome Arnica in antichità venne impiegato più volte per specie diverse aventi in generale grandi capolini gialli (come i generi Doronico, Senecio e Telekia).
La prima documentazione dell'Arnica montana risulta del 1731 a proposito di un manuale di giardinaggio.
In Francia è molto comune la denominazione di Tabac des Vosges in quanto gli abitanti delle regioni montane se ne servono come tabacco da fiuto.

## Morfologia
La forma biologica della pianta è definita emicriptofita rosulata: ossia pianta erbacea, perenne, con gemme svernanti al livello del suolo e protette dalla neve (emicriptofita); inoltre tali piante hanno le foglie disposte a formare una rosetta basale (rosulata).

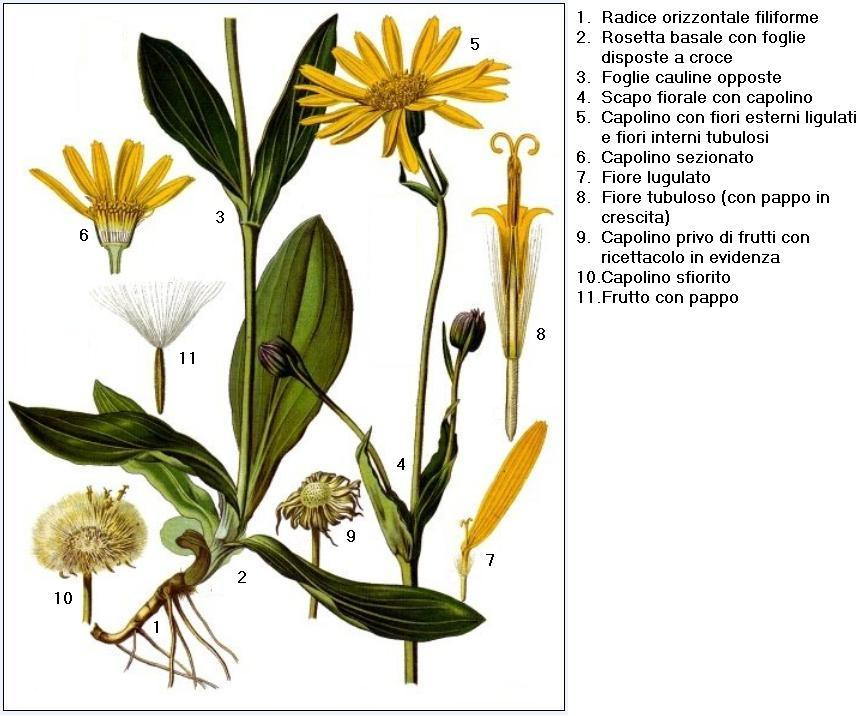
Arnica montana e le sue parti

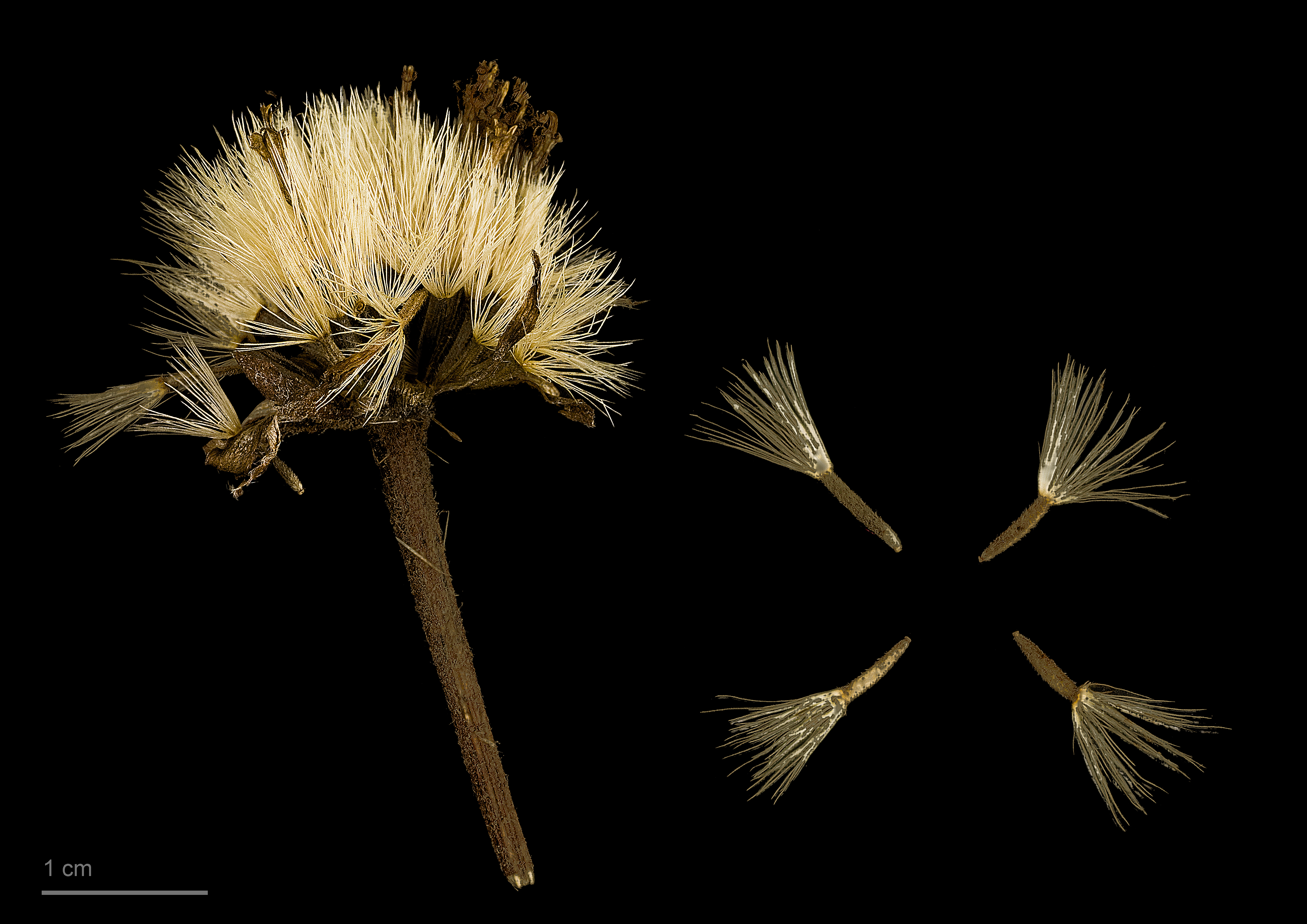
Arnica montana

### Radici
Da rizomi con radici filiformi (fibrosi) a tendenza orizzontale, troncati e nerastri.

### Fusto
- Fusto ipogeo: rizoma ad andamento obliquo.
- Fusto epigeo: eretto e semplice. Occasionalmente ramificato in alto con 1-2 coppie di rami opposti. Lungo il fusto si individuano due tipi di peli: peli semplici, lunghi e patenti; e peli brevi e ghiandolari.

### Foglie
In questa pianta sono presenti due tipi di foglie: quelle basali e quelle cauline.
- Le foglie basali sono opposte a croce, brevemente picciolate, patenti al suolo ed hanno la forma ovata (ellittica) e oblunga a 5 nervi con lamina intera appena dentellata. Dimensione 2-4 x 10–15 cm. Inoltre sono coriacee e glabre nella pagina inferiore, un po' pubescenti sulla pagina superiore.
- Le foglie cauline bratteiformi, non sempre presenti, mediamente 1-2 paia (quindi opposte a coppie), sono sessili, lanceolate e più piccole.

### Infiorescenza
L'infiorescenza presenta dei capolini normalmente solitari, o al massimo 2-3 su rami opposti. Lo scapo fiorale è vischioso. L’involucro presenta fino a 3 serie (normalmente una) di squame lanceolate e villose (altrimenti chiamate brattee involucrali) di lunghezza inferiore a quella dei fiori ligulati; anche questo è lievemente vischioso.

### Fiori
I fiori nell'insieme sono larghi 5–8 cm. Il ricettacolo è piano o lievemente concavo. I capolini (come in tutte le Asteraceae), sono composti da due parti:
- i fiori ligulati zigomorfi (parte esterna del capolino) sono gialli-dorati, lunghi (40 mm), disposti a raggiera e tridentati all'estremità; sono spesso disordinati e ripiegati in tutte le direzioni;
- i fiori tubulosi attinomorfi (parte interna del capolino) sono ermafroditi e di colore arancio o giallo-bruno.
Fioritura: maggio - agosto

### Frutti
I frutti sono acheni, di colore bruno-nerastro, pubescenti e rugosi sormontati da un piccolo pappo piumoso giallastro. La moltiplicazione avviene per divisione dei cespi in primavera o in autunno, oppure per seme (il frutto achenio).

## Distribuzione e habitat
L'Arnica montana è endemica in Europa, dalla Penisola iberica alla Scandinavia e ai Carpazi.
È assente dalle Isole Britanniche ed è relativamente rara in Italia.
Cresce in terreni poveri (pascoli magri, brughiere e torbiere alte) e silicei (substrato acido); in zone montane da 500 a 2500 m s.l.m. È assente in pianura.

Sta diventando rara soprattutto nelle regioni nordiche a causa dell'aumento delle coltivazioni intensive.

Questa pianta appartiene alla flora protetta.
Trattandosi di una tra le piante medicinali più utilizzate al mondo, l'appartenenza alle specie protette rende complicata la sua produzione su scala industriale. Vengono pertanto utilizzate, a livello industriale, anche altre specie di arnica, quali ad esempio l'Arnica chamissonis Less.

## Usi

### Farmacia

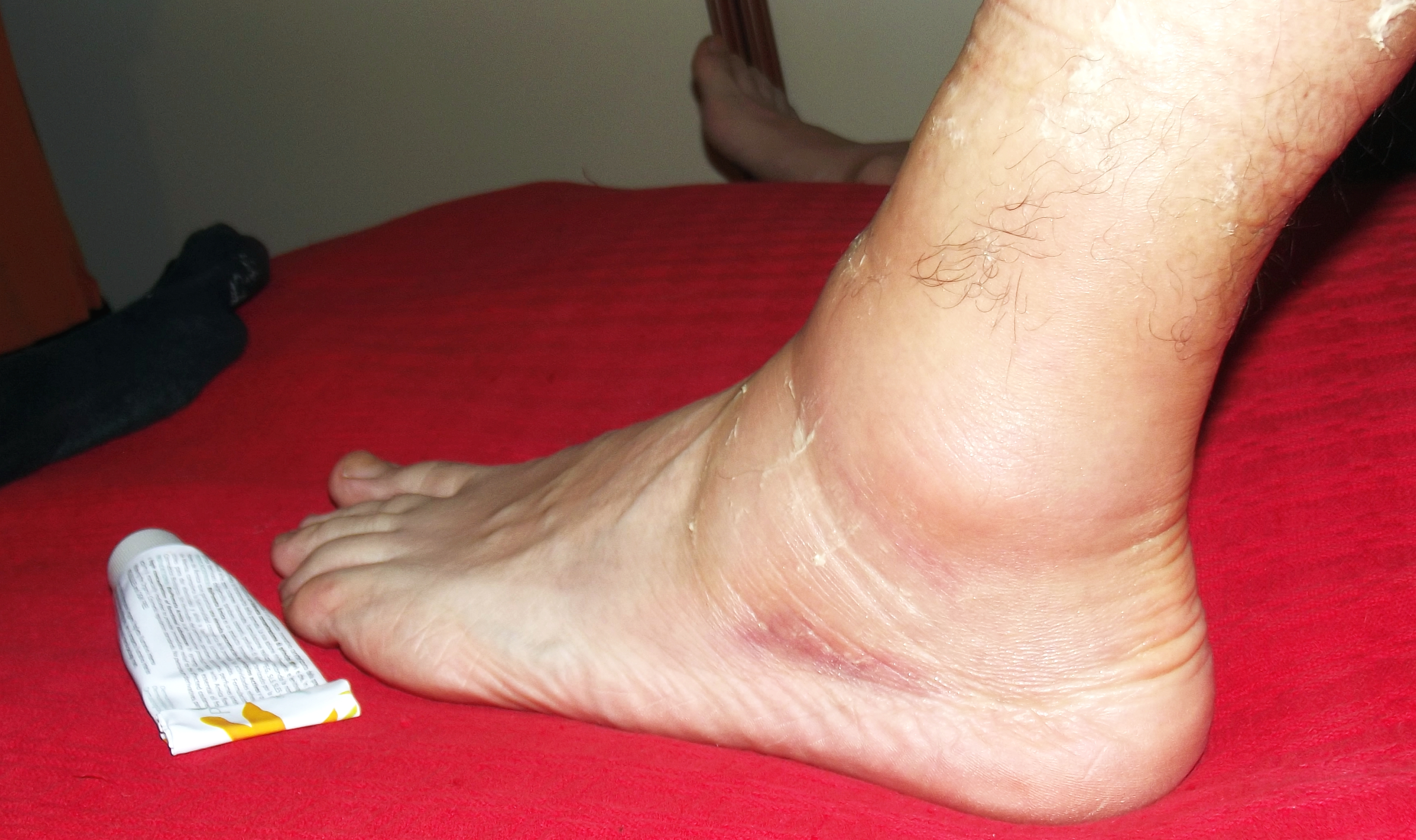
Distorsione alla caviglia trattata con una pomata a base di arnica.

Nel Regno Unito l'agenzia Medicines and Healthcare products Regulatory Agency (MHRA) ha registrato per prima un medicinale a base di arnica denominato Artrogel.
Tutta la pianta (fiori e rizoma) contiene un glucoside (l'arnicina dalla formula CxHxO4) che è simile, come azione, alla canfora. Produce due differenti olii essenziali, uno localizzato nei fiori e l'altro nei rizomi essiccati. Dalla pianta si può estrarre anche fitisterina, acido gallico e tannino. Le radici al gusto sono molto amare.
Epoche particolari di raccolta: le foglie e i fiori in estate; i rizomi in settembre-ottobre. Durante la fioritura, viene utilizzata tutta la pianta.

#### Tossicità
È velenosa se ingerita. A forti dosi può provocare paralisi e tachicardia.
Se ingerita, la tintura non diluita può provocare tachicardia, enterite e persino un collasso cardiocircolatorio. Per queste proprietà, un tempo questa pianta era utilizzata come veleno. Tra le contromisure da adottare in caso di ingestione accidentale vi sono l'ingestione di carbone per assorbire le tracce di tossine nell'intestino e l'assunzione di liquidi per diluirne la concentrazione. Non sono conosciuti antidoti.

### Medicina alternativa e complementare
Questa pianta è spesso utilizzata come rimedio nella fitoterapia ed in omeopatia.
Un'infusione di foglie viene utilizzata come trattamento, per uso esterno, di traumi e contusioni, ma non deve essere utilizzata sulle ferite. Per questo scopo l'arnica si utilizza anche sotto forma di pomata. In forma di crema o di tintura diluita, è utilizzata nei dolori reumatici e per l'alopecia.